# Mort d'Allan Lambin
L'affaire Allan Lambin est une affaire criminelle française concernant la mort d'Allan Lambin, âgé de 19 ans, au commissariat de Saint-Malo le 10 février 2019. Selon son père, il aurait reçu un coup pendant une interpellation policière violente avant d'agoniser dans une cellule. 
En 2023, le parquet de Rennes requiert la mise en examen de quatre policiers. Le commissariat de Saint-Malo est aussi visé par une plainte pour faux et usage de faux, concernant la fiche de surveillance de garde à vue, et le père de la victime par des plaintes pour diffamation de la part des policiers.

## Biographie de la victime
Après que la mère d'Allan Lambin, Roseline, meurt en 2016 d’un cancer, Allan vit avec son père Franck et travaille comme livreur dans sa société. Il est passionné de voitures et de belles motos.

## Faits
Le 9 février 2019, Allan et Franck Lambin sont de sortie à Dinard, puis rentrent au camping où ils doivent passer la nuit,,,. Tous deux ont consommé de l'alcool, le père nécessite de l'aide pour se mouvoir. Sous une forte pluie, Allan manque l'entrée du camping et en manœuvrant pour faire demi tour, fait tomber la voiture dans un fossé. Les pompiers, sollicités par un passant, préviennent la police constatant qu'Allan continue à déboucher des bières devant eux,. Les policiers arrivés sur le lieu de l'accident affirment qu'Allan et Franck les ont insultés, et qu'Allan a « essayé de frapper » l'un d'eux. Les amis d'Allan présents à ce moment disent que les policiers étaient « hargneux » et « provocateurs », et que la situation a dégénéré. Ils décrivent Allan à terre, son père essayant de le protéger des coups, et les policiers au-dessus d’eux. Allan hurle lorsqu'un policier accroupi sur lui plante un genou dans son thorax.  Allan est embarqué, sonné et menotté, à 21h20,.
Au commissariat de Saint-Malo, il est placé en cellule de dégrisement et brièvement ausculté à 22h40 par un médecin qui le déclare apte au placement en détention. Allan se lève et s'effondre quelques minutes plus tard comme en témoigne la vidéo de surveillance. L'IGPN note qu'« aucun policier ne s’est inquiété de son sort pendant près de deux heures »; pendant ce temps, l'un d'eux recueille la plainte de ses collègues pour outrage  contre Allan,. Quand le médecin revient à 0h30, le cœur d'Allan est arrêté. Il est déclaré mort à 1h10. Le rapport d'autopsie conclut à un syndrome asphyxique avec hémorragie, constate une fracture du sternum et des hématomes au niveau de la poitrine et indique qu' « une intervention plus prompte des secours aurait pu éviter le décès ».
Franck Lambin, arrêté vers 23 heures pour ivresse publique par la police municipale, passe la nuit dans une autre cellule du commissariat et apprend sa mort à 10h du matin.

## Suites juridiques
Le parquet de Saint-Malo ouvre le 12 février 2019 une information judiciaire contre X pour « homicide involontaire » et « non-assistance à personne en péril »,.  Franck Lambin se porte partie civile et dépose plainte pour non-assistance à personne en danger à l’encontre du médecin, mort suspecte, coups et blessures sur sa personne, violence policières sur Allan, modification de témoignages et dissimulation de preuve contre l’IGPN. 
Une première juge d’instruction ne suit l'affaire que quelques jours. La deuxième se contente du rapport de l’IGPN, qui n'a pas interrogé Franck Lambin, mais ne conduit aucune audition ni ne demande d'expertise,. Selon l'IGPN, Allan Lambin serait tombé dans sa cellule après s'être cogné la tête, puis lentement asphyxié. La famille d'Allen Lambin obtient le dépaysement de l’affaire à Rennes le 2 octobre 2019,. En décembre 2019, l’avocate dépose plainte pour « faux » contre le commissariat de Saint-Malo, suspectant que la fiche de surveillance des gardes à vue datée du 2 février 2018 est antidatée,. Franck Lambin est par ailleurs visé par plusieurs plaintes pour diffamation de la part des policiers de Saint-Malo.  
En février 2020, l'avocate obtient de la juge qu’elle ordonne de nouvelles expertises. Une  contre-expertise médico-légale est ordonnée le 6 mars 2020. Une quatrième juge succède à la troisième en septembre 2020. Inquiétée par l'enlisement du dossier, l’avocate de Franck Lambin écrit à Éric Dupond-Moretti le 2 décembre 2020 pour mettre en cause une justice qui « ne se donne pas les moyens de mener cette instruction avec la célérité qu’elle requiert ». Selon le procureur de la République de Rennes, la deuxième phase de l’instruction, visant à identifier « les responsabilités pénales éventuelles », « devrait intervenir en 2021 ». Trois ans après le décès, les contre-expertises sur les causes du décès sont toujours en cours,.   
Le parquet de Rennes requiert le 7 mars 2023 du magistrat instructeur la mise en examen des quatre policiers du chef d’homicide involontaire,.  